# パナレーサー
パナレーサーとは
1. パナレーサー株式会社：日本の自転車向けタイヤ・化成品メーカー
2. 同社が1979年（ナショナルタイヤ（株）時代）より使用している自転車用タイヤのブランドである。

## 概要
創業時の親会社はパナソニックで、電気器具メーカーでありながら創業者の松下幸之助が自転車店の丁稚奉公から職業経験を始めていたため自転車に思い入れがあり、自転車本体（パナソニック サイクルテック）、自転車用ライト（AIS社）、自転車用タイヤなどに参入している。
当初はパナソニックグループの自転車タイヤを担当する位置づけで、グループから離れた現在も実用車仕様（婦人用、子供用、電動アシスト）、スポーツ仕様（折り畳み、ミニベロ小径車、MTB、ロード、トラックレーサー）、さらには競技用を含めた車椅子用タイヤを製造している。
また、タイヤの他にも工業用のゴム用品や樹脂部品などを製造している。

### 「Panaracer」「パナレーサー」の由来
1955年の輸出用高性能スピーカーに使われたロゴ、PanaSonicからで、「全ての」の意のギリシア語「PAN」と「競争者」を意味する英語「RACER」からなる。

## 沿革
- 1952年（昭和27年） - 「ナショナルタイヤ株式会社」として会社設立。自転車タイヤ・チューブ専門工場として創業開始。
- 1980年（昭和55年） - パナレーサーチューブラータイヤを使用し中野浩一選手が世界選手権で優勝。
- 1986年（昭和61年） - 世界初のポリウレタン製チューブの開発。
- 2008年（平成20年） - 「パナソニックポリテクノロジー株式会社」に社名を変更。
- 2015年（平成27年） - パナソニックがベーシック・キャピタル・マネジメントに株式を譲渡[1]したことによりパナソニックグループから離脱し、同年4月1日より社名を「パナレーサー株式会社」とする[2]。